# Championnat de l'Alagoas de football
Le championnat de l'Alagoas (en portugais : Campeonato Alagoano) est une compétition brésilienne de football organisée par la fédération de l'Alagoas de football et se tenant dans État de l'Alagoas. C'est l'un des 27 championnats des États brésiliens, il fut créé en 1927.

## Organisation
Le championnat est divisé en deux phases : la copa Maceió et la copa Alagoas. 
- Première phase : Tournois où les équipes s'affrontent deux fois chacune en matchs aller-retours.
- Deuxième phase : Série éliminatoire se disputant en matchs aller-retours entre les quatre premiers clubs de la première phase.
- Troisième phase (si nécessaire) : Série éliminatoire aller-retour entre les vainqueurs de la première et deuxième phase.

Si une équipe gagne les deux premières phases, elle est sacrée championne. Si ce n'est pas le cas, la troisième phase détermine le champion. Le club le plus mal placé de la première phase est relégué en seconde division et ne participe pas à la Copa Alagoas. Comme pour les autres championnats d'État brésilien, les règles sont susceptibles d'être modifiées à chaque début de saison.

## Les clubs de l'édition 2024
- ASA
- AA Coruripe
- CRB
- Cruzeiro de Arapiraca
- CSA
- CSE
- Murici FC
- SC Penedense

## Palmarès
| Année | Champion                    |
| ----- | --------------------------- |
| 1927  | CR Brasil (1)               |
| 1928  | CS Alagoano (1)             |
| 1929  | CS Alagoano (2)             |
| 1930  | CR Brasil (2)               |
| 1931  | Non disputé                 |
| 1932  | Non disputé                 |
| 1933  | CS Alagoano (3)             |
| 1934  | Non disputé                 |
| 1935  | CS Alagoano (4)             |
| 1936  | CS Alagoano (5)             |
| 1937  | CR Brasil (3)               |
| 1938  | CR Brasil (4)               |
| 1939  | CR Brasil (5)               |
| 1940  | CR Brasil (6)               |
| 1941  | CS Alagoano (6)             |
| 1942  | CS Alagoano (7)             |
| 1943  | Non disputé                 |
| 1944  | CS Alagoano (8)             |
| 1945  | Santa Cruz FC (1)           |
| 1946  | EC Barroso (1)              |
| 1947  | EC Alexandria (1)           |
| 1948  | Santa Cruz FC (2)           |
| 1949  | CS Alagoano (9)             |
| 1950  | CR Brasil (7)               |
| 1951  | CR Brasil (8)               |
| 1952  | CS Alagoano (10)            |
| 1953  | AS Arapiraquense (1)        |
| 1954  | Ferroviário AC (1)          |
| 1955  | CS Alagoano (11)            |
| 1956  | CS Alagoano (12)            |
| 1957  | CS Alagoano (13)            |
| 1958  | CS Alagoano (14)            |
| 1959  | CS Capelense (1)            |
| 1960  | CS Alagoano (15)            |
| 1961  | CR Brasil (9)               |
| 1962  | CS Capelense (2)            |
| 1963  | CS Alagoano (16)            |
| 1964  | CR Brasil (10)              |
| 1965  | CS Alagoano (17)            |
| 1966  | CS Alagoano (18)            |
| 1967  | CS Alagoano (19)            |
| 1968  | CS Alagoano (20)            |
| 1969  | CR Brasil (11)              |
| 1970  | CR Brasil (12)              |
| 1971  | CS Alagoano (21)            |
| 1972  | CR Brasil (13)              |
| 1973  | CR Brasil (14)              |
| 1974  | CS Alagoano (22)            |
| 1975  | CS Alagoano (23)            |
| 1976  | CR Brasil (15)              |
| 1977  | CR Brasil (16)              |
| 1978  | CR Brasil (17)              |
| 1979  | CR Brasil (18)              |
| 1980  | CS Alagoano (24)            |
| 1981  | CS Alagoano (25)            |
| 1982  | CS Alagoano (26)            |
| 1983  | CR Brasil (19)              |
| 1984  | CS Alagoano (27)            |
| 1985  | CS Alagoano (28)            |
| 1986  | CR Brasil (20)              |
| 1987  | CR Brasil (21)              |
| 1988  | CS Alagoano (29)            |
| 1989  | CS Capelense (3)            |
| 1990  | CS Alagoano (30)            |
| 1991  | CS Alagoano (31)            |
| 1992  | CR Brasil (22)              |
| 1993  | CR Brasil (23)              |
| 1994  | CS Alagoano (32)            |
| 1995  | CR Brasil (24)              |
| 1996  | CS Alagoano (33)            |
| 1997  | CS Alagoano (34)            |
| 1998  | CS Alagoano (35)            |
| 1999  | CS Alagoano (36)            |
| 2000  | AS Arapiraquense (2)        |
| 2001  | AS Arapiraquense (3)        |
| 2002  | CR Brasil (25)              |
| 2003  | AS Arapiraquense (4)        |
| 2004  | SC Corinthians Alagoano (1) |
| 2005  | AS Arapiraquense (5)        |
| 2006  | AA Coruripe (1)             |
| 2007  | AA Coruripe (2)             |
| 2008  | CS Alagoano (37)            |
| 2009  | AS Arapiraquense (6)        |
| 2010  | Murici FC (1)               |
| 2011  | AS Arapiraquense (7)        |
| 2012  | CR Brasil (26)              |
| 2013  | CR Brasil (27)              |
| 2014  | AA Coruripe (3)             |
| 2015  | CR Brasil (28)              |
| 2016  | CR Brasil (29)              |
| 2017  | CR Brasil (30)              |
| 2018  | CS Alagoano (38)            |
| 2019  | CS Alagoano (39)            |
| 2020  | CR Brasil (31)              |
| 2021  | CS Alagoano (40)            |
| 2022  | CR Brasil (32)              |
| 2023  | CR Brasil (33)              |
| 2024  | CR Brasil (34)              |

## Bilan
| Club                    | Titres | Années |
| ----------------------- | ------ | --- |
| CS Alagoano             | 40     | 1928, 1929, 1933, 1935, 1936, 1941, 1942, 1944, 1949, 1952, 1955, 1956, 1957, 1958, 1960, 1963, 1965, 1966, 1967, 1968, 1971, 1974, 1975, 1980, 1981, 1982, 1984, 1985, 1988, 1990, 1991, 1994, 1996, 1997, 1998, 1999, 2008, 2018, 2019, 2021 |
| CR Brasil               | 34     | 1927, 1930, 1937, 1938, 1939, 1940, 1950, 1951, 1964, 1969, 1970, 1972, 1973, 1976, 1977, 1978, 1979, 1983, 1986, 1987, 1992, 1993, 1995, 2002, 2012, 2013, 2015, 2016, 2017, 2020, 2022, 2023, 2024                                           |
| AS Arapiraquense        | 7      | 1953, 2000, 2001, 2003, 2005, 2009, 2011 |
| CS Capelense            | 3      | 1959, 1962, 1989 |
| AA Coruripe             | 3      | 2006, 2007, 2014 |
| Santa Cruz FC           | 2      | 1945, 1948 |
| Ferroviário AC          | 1      | 1954 |
| SC Corinthians Alagoano | 1      | 2004 |
| EC Alexandria           | 1      | 1947 |
| EC Barroso              | 1      | 1946 |
| Murici FC               | 1      | 2010 |